# Ampoița
Ampoița – wieś w Rumunii, w okręgu Alba, w gminie Meteș. W 2011 roku liczyła 665 mieszkańców.